# نادي آساريا
نادي أساريا الرياضي هو نادي رياضي تأسس في مدينة الزاوية سنة 2012كنادي جامعي ليتحول بعدها إلى نادي رياضي، يلعب فريق كرة القدم في النادي في الدوري الليبي الممتاز لكرة القدم منذ سنة 2022/2023، كما يشارك فريق كرة الطائرة في النادي في الدوري الليبي الممتاز لكرة الطائرة منذ الموسم 2013/2014.

## فرق النادي
- فريق كرة القدم
- فريق كرة الطائرة

### فريق كرة القدم
تأهل فريق كرة القدم في نادي آساريا إلى الدوري الممتاز موسم 2022/2023 و شارك في المجموعة الثانية و التي تضم فرق المنطقة الغربية و تحصل على الترتيب السادس من ضمن عشرة فرق مشاركة حقق فيها انتصارين و عشرة تعادلات و ست هزائم برصيد 16 نقطة -
مشاركاته في كأس ليبيا 2015/2016 كانت أول مشاركة للفريق في كأس ليبيا في الدور 32 يوم 7 نوفمبر 2016 و انتهت بخسارة الفريق بنتيجة 1-0 لصالح نادي السويحلي على ملعب نادي أبوسليم ...

### فريق كرة الطائرة
أول مواسمه في الدوري الممتاز كان موسم 2013/2014 و تحصل على الترتيب العاشر
ثاني مواسمه في الدوري الممتاز كان موسم 2016/2017 و تحصل على الترتيب الثالث كأفضل إنجاز بالنسبة للنادي
كأس ليبيا 2014
وصل الفريق إلى ربع النهائي حيث خسر مباراته أمام نادي الهلال بنغازي 3-1

## المشاركات الخارجية لفريق الطائرة
البطولة الإفريقية للأندية البطلة للكرة الطائرة رجال - تونس 2017
كان ضمن المجموعة الثالثة مع فرق ( أهلي برج بوعريريج الجزائري - نادي الجمارك البوركيني - نادي جامعة كيبونجو الرواندي - نادي الشرطة البوتسواني ) و تحصل على الترتيب الثاني في المجموعة خلف نادي أهلي برج بوعريريج
و تأهل للدور ربع النهائي ليواجه نادي السويحلي و تنتهي المبارة بفوز السويحلي 3 أشواط دون مقابل
في تحديد المراكز من 5-8 لعب الفريق ضد الترجي الرياضي التونسي و خسر مباراته الترتيبية 3-0
و في مباراته الترتيبية من 8-9 فاز الفريق على نادي فاب ياوندي الكاميروني بنتيجة 3-0
البطولة الإفريقية للأندية البطلة الـ 38 للكرة الطائرة رجال - مصر 2019
لعب الفريق ضمن المجموعة الرابعة التي ضمت كل من ( نيمو ستارز الأوغندي - نادي الخدمات العامة الكيني - نادي موانجازا الكونغولي - نادي جامعة زيمبابوي - نادي فاج الغيني ) و تصدر مجموعته
البطولة العربية 38 للأندية للكرة الطائرة رجال - مصر 2020
لعب الفريق ضمن المجموعة الأولى التي ضمت كل من ( النادي الأهلي المصري - نادي السيب العماني - نادي خيبيل اليمني ) و تحصل على الترتيب الثالث
لعب المباراة الترتيبية من 9 -12 ضد نادي بني ياس الإماراتي و انتهت بخسارة الفريق 3-0
ثم لعب المباراة الترتيبية من 11-12 ضد نادي سنجل فلسطين و انتهت بفوز آساريا 3-0 ليتحصل على الترتيب 11
صفحة نادي آساريا على موقع كووورة
https://www.kooora.com/?team=22594&mode=r